# Beimesser

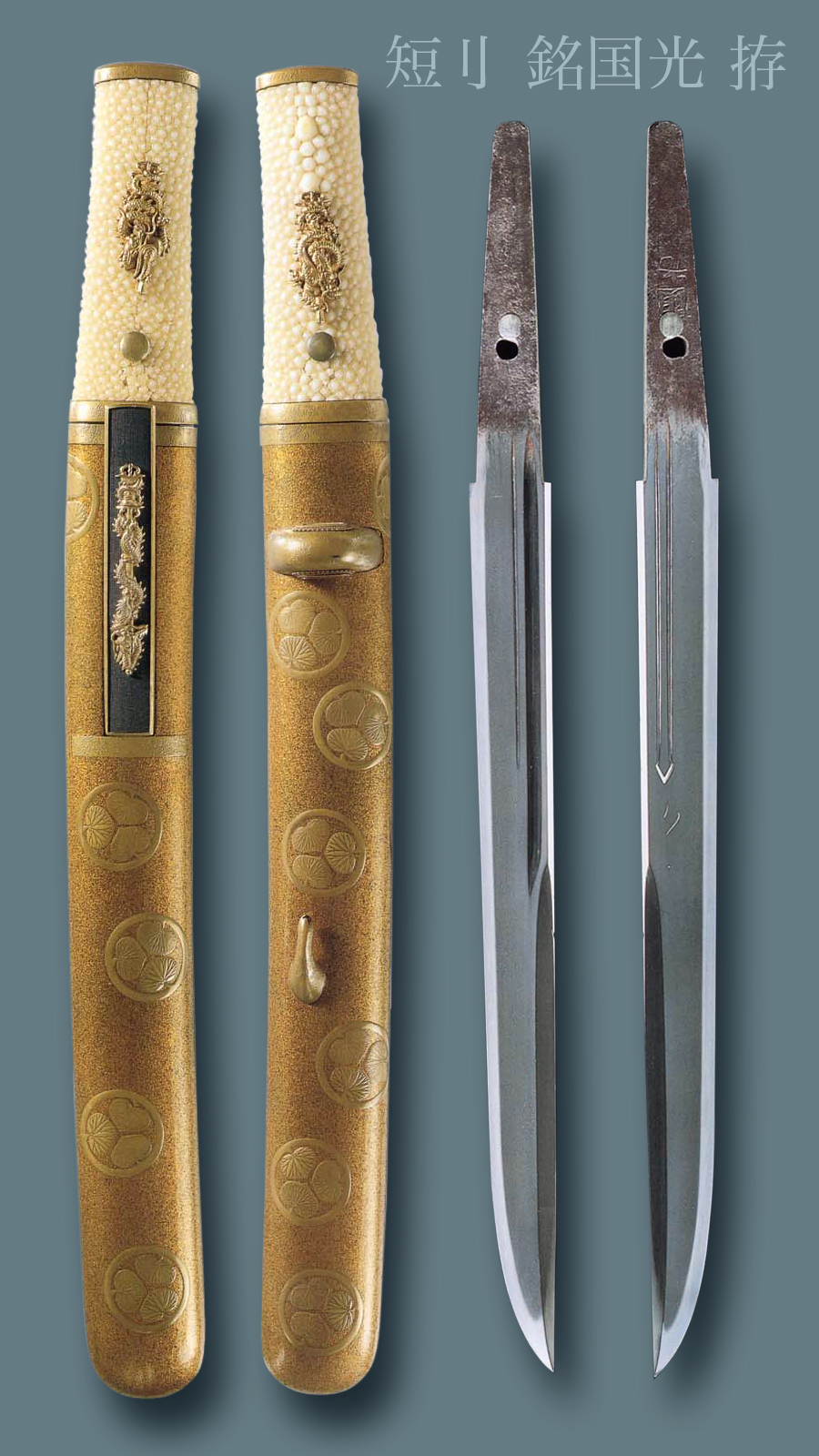
Tantō mit Kogatana-Beimesser (ganz links mit schwarzem Griff in der Scheide steckend)

Als Beimesser bezeichnet man ein kleines Messer, das neben verschiedenen, hauptsächlich größeren Jagdmessern wie Hirschfänger und Praxen, verwendet wird. Oft ist auf den Scheiden eine kleinere zweite Scheide, die so genannte „Beischeide“ angebracht. Das Beimesser wird meist für „filigranere“ Arbeiten wie Häuten, Zerwirken oder Ähnliches benutzt, wie zum Beispiel beim Waidbesteck.
Bei dem im Dreißigjährigen Krieg oft benutzten Katzbalger diente die Beischeide oft zur Aufnahme des Essbestecks (Gabel und Messer).
Auch in Verbindung mit japanischen Schwertern (Katana, Wakizashi) und Messern (Tantō) sind Beimesser bekannt. Oft wird hier der Begriff Kozuka verwendet, tatsächlich bezeichnet das Wort aber nur den oft kunstvoll gestalteten Griff des Beimessers. Das eigentliche Messer wird als Kogatana (小刀, wörtlich: „kleines Schwert“/Katana) bezeichnet. Auch das Kōgai (jap. 笄), die sogenannte Schwertnadel, kam im feudalen Japan zusammen mit dem Kozuka als Beimesser zum Einsatz. Dazu dienten meist Öffnungen im Tsuba (dem Stichblatt) des Schwertes, teilweise auch seitlich an der Saya (Schwertscheide) angebrachte Taschen.
Das aus Nepal stammende Khukuri ist ebenfalls oft mit zwei Beimessen ausgestattet. Das Karda und das Chakmak werden als kleines Allzweckmesser bzw. als Schärfwerkzeug verwendet. Die beiden Messer stecken in zwei Taschen auf der Rückseite der hölzernen, lederbezogenen Scheide.

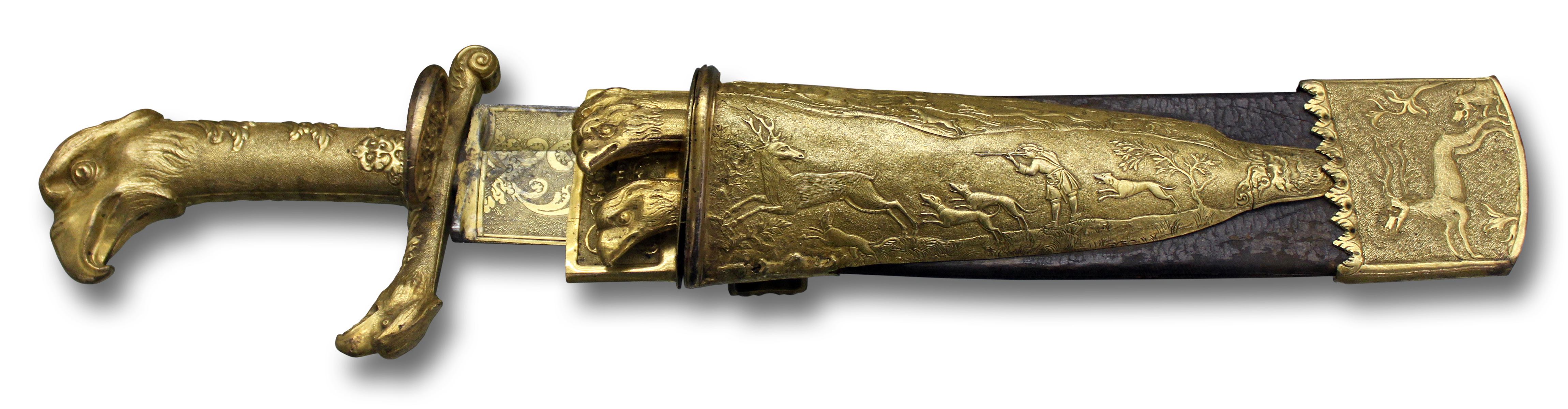
Waidbesteck, mit zwei Beimessern in der Scheide
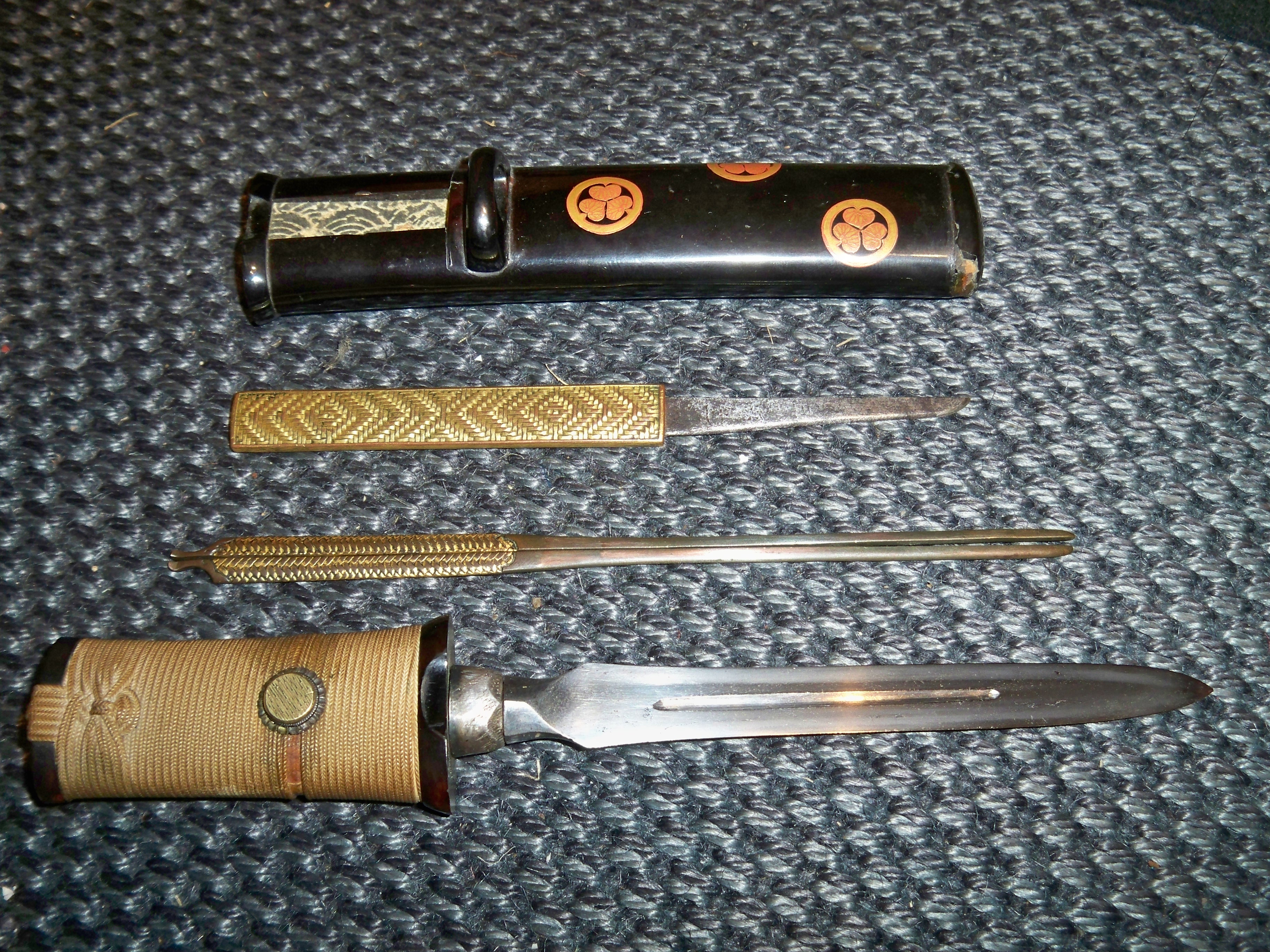
Yari Tantō mit Kogatana und Kogai
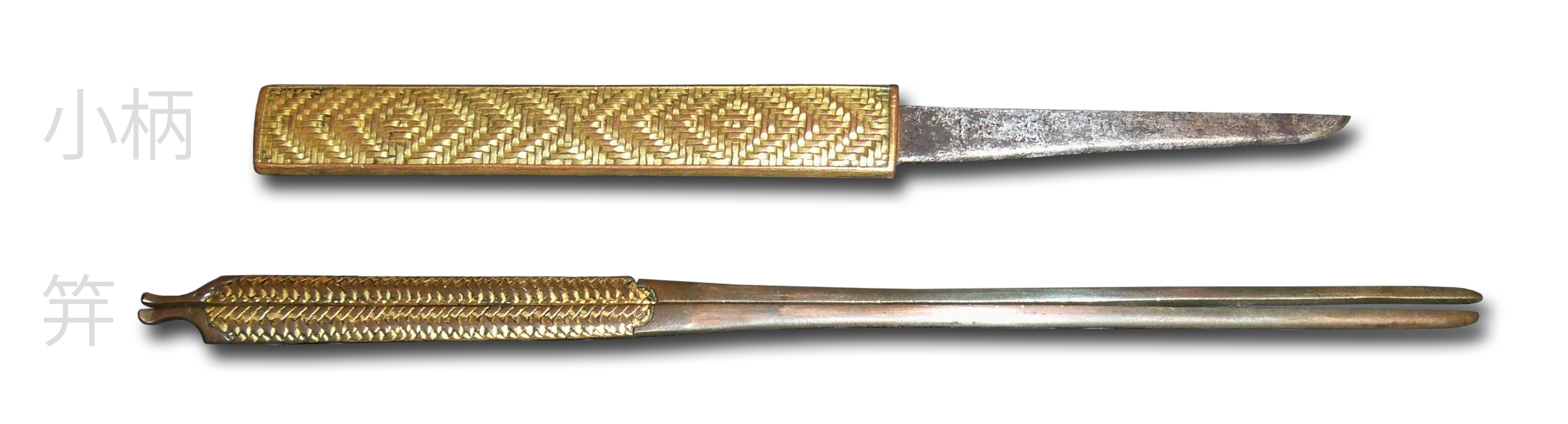
Kogatana und Kogai im Detail
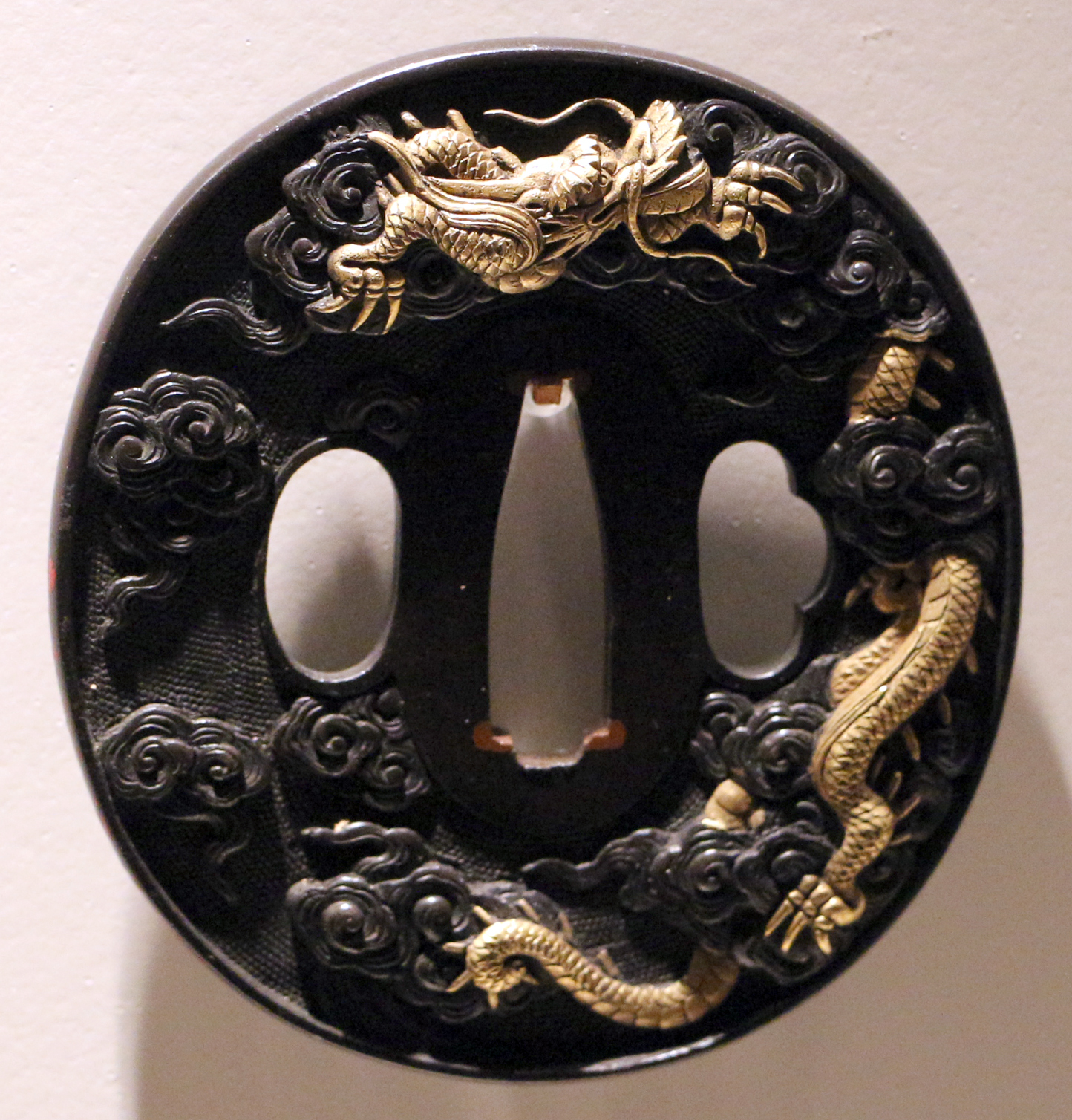
Jap. Tsuba: in der Mitte die Öffnung für die Klinge, daneben die Aufnahmen der Beimesser
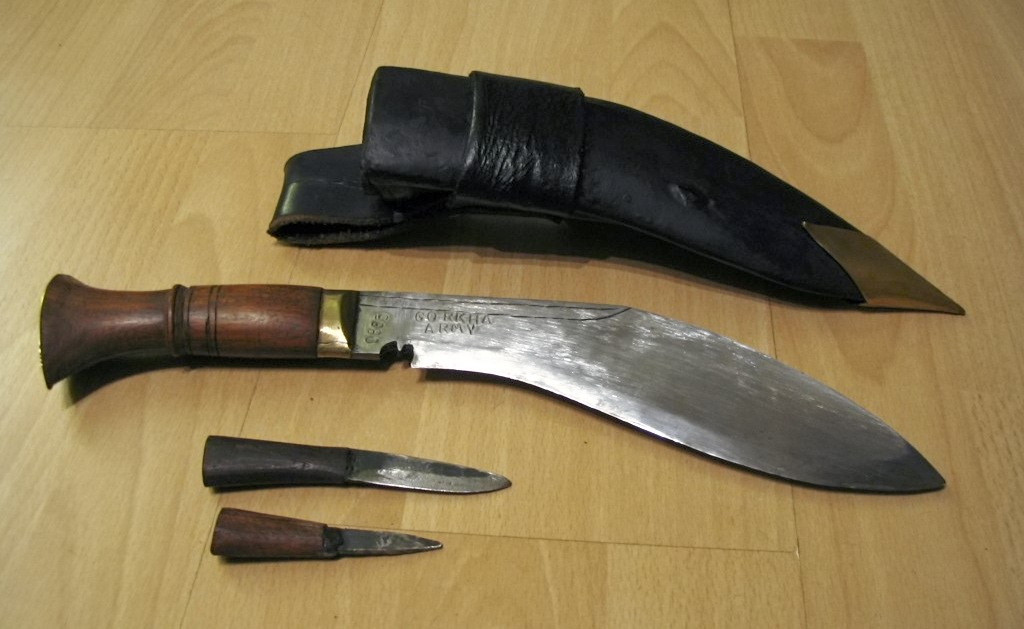
Ein Khukri (oben) mit traditioneller Karda (Mitte) und Chakmak (unten).